# Cocodrilos de Caracas BBC
El Cocodrilos de Caracas BBC és un club veneçolà de basquetbol de la ciutat de Caracas. Evolució del nom:
- Ahorristas de Caracas
- Retadores de Caracas
- Telefonístas de Caracas
- Académicos de Caracas
- Estudiantes de Caracas
- Lotos de Caracas
- Hálcones de Caracas
- Cocodrilos de Caracas

## Palmarès
- Lliga veneçolana de bàsquet: 
  - 1974 (com a Ahorristas de Caracas), 1992, 2000, 2008, 2010, 2013